# Genetische Variation (Mensch)
Zu den bekanntesten Ergebnissen des Humangenomprojekts gehört, dass Menschen, gleich ob nahe verwandt oder von verschiedenen Regionen oder Erdteilen, etwa 99,9 Prozent ihres Erbguts gemeinsam haben – selbst zu den nächsten Verwandten des Menschen, den Schimpansen beträgt die Gemeinsamkeit wohl noch mehr als 98,5 Prozent. Durch die enorme Größe des Genoms (abgeschätzt etwa 3 Milliarden Basenpaare) ist der verbleibende variable Anteil – er entspricht grob abgeschätzt etwa einer heterozygoten Position pro 1.300 Basenpaaren – aber immer noch beträchtlich. Das menschliche Genom umfasst nach heutiger Kenntnis mehr als 10 Millionen Polymorphismen mit einem Anteil von höher als 1 Prozent an der Gesamtpopulation und ständig werden neue entdeckt. Zwei zufällig ausgewählte, nicht nahe verwandte Menschen unterscheiden sich dadurch in Millionen von Basenpaaren, abgeschätzt jeder von uns in etwa vier Millionen Basenpaaren von einem zufällig ausgewählten anderen Menschen.
Diese genetische Variation ist verantwortlich für den erblichen Anteil der gesamten phänotypischen Variation, die zwischen verschiedenen Menschen besteht; sie berührt damit Merkmale und Merkmalskomplexe wie Körpergröße, Hautfarbe, Anfälligkeit für verschiedene Krankheiten und möglicherweise auch psychische Faktoren.

## Hintergrund
Das menschliche Erbgut umfasst etwa 21.000 proteincodierende Gene, sie entsprechen etwa 1,5 Prozent des Genoms. Doch unterliegen mindestens etwa drei (bis zu acht) Prozent der Basenpaare einer negativen (bereinigenden) Selektion, das bedeutet Mutationen sind hier seltener, als zufallsbedingt zu erwarten wäre. Der Anteil bedeutsamer Sequenzen abseits proteincodierender Abschnitte ist also umfangreicher als jener der proteincodierenden Gene. Solche bedeutsamen nichtcodierenden DNA-Abschnitte dienen hauptsächlich der Genregulation, ihre Sequenzen stellen insbesondere sogenannte Cis-Elemente dar oder werden in regulatorische RNA umgeschrieben. Ein weiterer großer Anteil des Genoms wird von mobilen genetischen Elementen oder Transposons eingenommen; anders als früher gedacht, sind diese nicht alle nur genetischer „Müll“, sondern übernehmen zum Teil regulatorische Aufgaben und spielen eine Rolle bei evolutionären Neuerungen der Genexpression. Der Rest des Genoms besitzt, soweit heute bekannt, keine vergleichbare Funktion, vielfach handelt es sich um ständig wiederholte kurze Sequenzen (repetitive DNA), vermutlich ohne Informationsgehalt.
Durch Mutationen erzeugte Variation in proteincodierenden Genen und allen regulatorisch wirksamen Anteilen, nicht, wie lange Zeit angenommen, in den codierenden Genen allein, tragen damit zur Merkmalsvariation des Menschen bei. Genetische Variation (Polymorphismen) in den übrigen Abschnitten besitzt vermutlich in der Regel keine besonderen Auswirkungen. Ihre Erforschung kann aber z. B. für die Analyse von Verwandtschaftsbeziehungen hilfreich sein (Genetische Genealogie); auch die Technik des sog. genetischen Fingerabdrucks beruht auf solcher Variation nichtcodierender Abschnitte, die nicht der Selektion unterliegen. Für diese Verfahren werden auch Variationen der repetitiven DNA betrachtet, so genannte Mikrosatelliten. Diese werden im Folgenden nicht weiter betrachtet.
Ebenfalls erst seit weniger als 20 Jahren ist bekannt, dass unter Umständen auch erbliche Variationen abseits der DNA-Sequenz bei der Merkmalsausprägung zu beachten sind; dies wird Epigenetik genannt.
Alle Unterschiede zwischen Individuen, die weder genetischer noch epigenetischer Natur sind, müssen demnach durch Umwelteinflüsse erklärt werden. Der durch sie bedingte Anteil an der Variationsbreite wird Umweltvariation genannt.

## Typen der genetischen Variation
Variation im menschlichen Genom betrifft verschiedene Genloci in unterschiedlichem Ausmaß. Einige Abschnitte variieren niemals, vermutlich deshalb, weil hier entstehende Varianten fast immer letale Auswirkungen haben. Man spricht hier von „konservierten“ Genen bzw. Genabschnitten. Wenige Bereiche sind hoch variabel zwischen verschiedenen Individuen.
Dabei sind geerbte Varianten zu unterscheiden von solchen Variationen, die de novo durch spontane Mutation in einem Individuum neu entstehen; diese können Keimzellen betreffen oder Zellen des übrigen Körpergewebes. Von wesentlicher Bedeutung ist hier der Unterschied zwischen erblichen, in der Keimbahn verankerten Variationen und den nicht ererbten, sondern im Körpergewebe (somatisch) neu entstandenen. Somatische De-novo-Mutationen können sich auf die Entstehung zahlreicher Krankheiten, zum Beispiel Krebs, auswirken; sie werden aber nicht an künftige Generationen vererbt.

### SNPs

SNP: DNA Molekül 1 unterscheidet sich von DNA Molekül 2 in einem einzelnen Basenpaarplatz (C/T polymorphism).

Die häufigsten und am besten verstandenen Variationen des menschlichen Genoms betreffen den Austausch einer einzelnen Base, dies wird als Einzelnukleotid-Polymorphismus, in der Regel abgekürzt als SNP (ausgesprochen als „snip“), bezeichnet. Aufgrund der Redundanz des genetischen Codes können SNPs ohne Konsequenz („stumm“) sein, wenn das aus der Mutation resultierende Basentriplett für dieselbe Aminosäure codiert wie das ursprüngliche. Andernfalls wird meist eine einzelne Aminosäure eines Proteins ausgetauscht, seltener resultieren komplexere Veränderungen, zum Beispiel, wenn ein Stopcodon neu entsteht. Betreffen SNPs die Keimbahn, werden sie vererbt. Obwohl naturgemäß zahlreiche sehr seltene SNPs existieren, die zum Beispiel auf eine kurz zurückliegende Mutation zurückgehen, sind Millionen von SNPs im Genom in vielen Populationen sehr weit verbreitet. Dieser Polymorphismus besteht entweder, weil die entsprechende Variante evolutiv neutral (oder beinahe neutral) ist, d. h. kaum der Selektion unterliegt, weil ausgleichende Selektion (engl.: balancing selection) die Verschiedenheit aktiv erhält und fördert, oder weil in unterschiedlichen Regionen jeweils unterschiedliche Varianten, zum Beispiel wegen anderer vorherrschender Krankheitserreger oder eines anderen Klimas, selektiv vorteilhaft sind. Durch Forschungsvorhaben wie z. B. das 1000-Genome-Projekt oder HapMap liegen heute umfangreiche Datenbanken über im menschlichen Genom verbreitete SNPs vor. Weil SNPs in Familien über mehrere Generationen vererbt werden, bilden sie die Grundlage für die Genetische Genealogie; vereinfacht gesagt sind zwei Menschen umso näher verwandt, je mehr SNPs sie gemeinsam haben.

### Indels
Eine weitere verbreitete Quelle der genetischen Variation betreffen kurze Einfügungen (Insertionen) und Auslassungen (Deletionen) kurzer DNA-Abschnitte, die zum Beispiel durch Fehler und Ungenauigkeiten bei der DNA-Replikation entstehen können. Wegen der oftmals vergleichbaren Auswirkungen werden beide Variationen oft zu einer Klasse vereinigt, die dann Indels genannt wird.

### CNVs
Bei weitem seltener als SNPs und Indels, aber doch viel häufiger als zeitweise angenommen, existieren umfangreichere und komplexere Variationen im menschlichen Genom. Diese werden meist unter copy number variation, abgekürzt CNV, deutsch „Kopienzahlvariation“, zusammengefasst. CNVs können Tausende, selten sogar Millionen von Basenpaaren lang sein, sie sind mit den vor allem für SNPs optimierten normalen Techniken schwer zu entdecken. Am häufigsten treten Veränderungen in der Kopienzahl eines Gens auf, die durch die veränderte Transkriptionsrate durch Veränderung der Dosis eines Genprodukts Veränderungen des Phänotyps bewirken können; seltener kommt es zu komplexen Veränderungen mit strukturellen Auswirkungen. Etwa 5 Prozent aller Gene liegen im Genom schon normalerweise in zwei oder mehr Kopien vor, die Anzahl der Genkopien bei diesen kann besonders leicht variieren, da es hier besonders leicht zu Verschiebungen des Kopierrasters aufgrund nicht homologer Paarungen kommen kann. CNVs betreffen möglicherweise aber sogar mehr als 10 Prozent des gesamten menschlichen Genoms.
Die bereits seit langem bekannten Veränderungen der Anzahl ganzer Chromosomen, die Erkrankungen wie das Down-Syndrom oder das Turner-Syndrom bewirken, stellen besonders ausgeprägte, allerdings nicht die Keimbahn betreffende CNVs dar.

## Der Haplotyp
Im diploiden Genom eines Menschen gibt es jedes Gen – mit Ausnahme einiger auf den Geschlechtschromosomen – in zwei Ausfertigungen: eines auf dem vom Vater und eines auf dem von der Mutter ererbten Chromosom. Diese Gene müssen nicht identisch sein und können in Genvarianten auftreten. Liegen die beiden Gene in unterschiedlichen Allelen vor, ist der Zusammenhang zum Phänotyp nicht eindeutig und oft verwickelt. Manchmal wird eines der Allele auch epigenetisch maskiert (stummgeschaltet), sodass der Phänotyp vollständig von dem anderen bestimmt wird.
Auch für die Vererbung von Genvarianten ist es nicht gleichgültig, wie sie auf den Chromosomen angeordnet sind. Liegen zwei Varianten auf demselben Chromosom, ist es aufgrund der Natur des Verdoppelungsvorgangs sehr viel wahrscheinlicher, dass sie gemeinsam vererbt werden und dann auch in der nächsten Generation gemeinsam auftreten. Wird der Phänotyp gerade durch die Kombination in besonderer Weise geprägt, kann dies die Frequenz des Allels dann enorm beeinflussen. Die Allelausprägung jeweils eines Chromosoms wird deshalb mit einem besonderen Fachwort als Haplotyp bezeichnet. Die Allele eines Haplotyps werden gemeinsam vererbt, außer wenn durch Crossing-over während der geschlechtlichen Fortpflanzung (während der Meiose) Abschnitte gegeneinander ausgetauscht werden.

### Koppelung und Koppelungsungleichgewicht
Da Gene auf demselben Chromosom häufiger gemeinsam vererbt werden, erscheinen sie bei einer statistischen Analyse miteinander gekoppelt (engl: linkage). In klassischen genetischen Studien zu Erbkrankheiten kann durch Kopplungsanalyse der Ort und Erbgang krankheitsverursachender Gene aufgeklärt werden, der ansonsten durch die Größe des Genoms kaum auffindbar wäre. Dies gelingt am besten mit durch ein einzelnes Gen mit großem Effekt verursachten Krankheiten, deren Erbgang den Mendelschen Regeln folgt.
Ist ein Allel eines Haplotyps (in einer bestimmten Umwelt) stark von der Selektion begünstigt, wird nicht nur, wie zu erwarten wäre, dieses Allel selbst in künftigen Generationen häufiger, sondern auch andere (neutrale oder sogar negative) Allele, die sich zufällig auf demselben Chromosom in räumlicher Nähe dazu befinden. In gleicher Weise können Allele, die nur in Kombination einen positiven oder negativen Effekt besitzen, je nach Koppelung verstärkt oder vermindert selektiert worden sein. Dieser Zusammenhang wird umso seltener durch Crossing-over aufgebrochen werden, je weniger Zeit seit der Entstehung des Allels vergangen ist, und je näher benachbart die gekoppelten Allele auf dem Chromosomenstrang liegen (da Crossing-over zwischen ihnen dadurch unwahrscheinlicher wird). Durch die Koppelung sind einzelne Allele häufiger als nach dem Zufall zu erwarten gemeinsam vorhanden, auch ein neutrales Allel kann dadurch quasi huckepack im Genom häufiger werden. Dieser Zusammenhang wird Koppelungsungleichgewicht, oder häufiger nach dem Englischen „linkage disequilibrium“ genannt (heute wird der Term linkage disequilibrium allerdings, davon abgekoppelt, für alle nicht-zufälligen Beziehungen von Allelen verwendet). Durch linkage disequilibrium konservierte Genensembles sind zum Beispiel bei der Analyse von Erbkrankheiten, die durch zahlreiche Gene mit geringem Effekt (die für sich betrachtet die Wahrscheinlichkeit der Krankheit nur um wenige Prozent beeinflussen), wichtig. Dabei macht man sich zunutze, dass das (unbekannte) krankheitsfördernde Allel im linkage disequilibrium mit einem bereits bekannten SNP sein könnte, so dass eine Korrelation zwischen SNP und Krankheit auch dann zu beobachten wäre, wenn das SNP-Allel selbst überhaupt nichts mit der Erkrankung zu tun hat. Zu diesem Zweck sind standardisierte Sonden, sog. SNP-Chips, entwickelt worden. 
Ein weiteres Einsatzfeld für linkage disequilibrium ist die Analyse des Ursprungs menschlicher Populationen und von Wanderungsbewegungen.

## Variation zwischen Individuen und zwischen Populationen
Nach einem gängigen Maß, Wrights Index FST, kann man überschlägig geschätzt etwa 15 Prozent der Varianz im menschlichen Erbgut auf Unterschiede zwischen Populationen, die restlichen 85 Prozent auf Unterschiede von Individuen innerhalb dieser Populationen zurückführen. Aus diesem seit Jahrzehnten bekannten und durch die modernen Ergebnisse bestätigten Wert ist geschlossen worden, die Unterschiede zwischen Populationen (oder dem damals noch vorherrschenden Sprachgebrauch folgend: Rassen) seien so gering, dass sie zu vernachlässigen seien, dieser Schluss ist aber keineswegs zwingend. Unterschiede in der genetischen Struktur zwischen Populationen können genutzt werden, um die Ausbreitung des Menschen über den Globus zu rekonstruieren. Sie sind aber möglicherweise auch bedeutsam bei der medikamentösen Behandlung von Krankheiten.

### Wie kommen Unterschiede zwischen Populationen zustande?
Dass unterschiedliche Menschengruppen unterschiedliche Allele ihrer Gene tragen, ist überwiegend einfach eine Folge des Zufalls, in Zusammenhang mit Genen als Gendrift bezeichnet. Unterschiedliche Nachkommenzahlen von Eltern mit zufälligen genetischen Unterschieden führen dazu, dass an einigen Orten bestimmte Allele zufällig verloren gehen, an anderen Orten andere. Diese Unterschiede gleichen sich nur dann ständig wieder aus, wenn die Paarungshäufigkeit innerhalb der Population zufällig verteilt ist (Panmixie), der homogenisierende Einfluss auf eine Einzelpopulation wird dann als Genfluss bezeichnet. Untersuchungen menschlicher Populationen haben gezeigt, dass Menschen ihre Partner fast ausschließlich aus einem engen Radius (in traditionellen Gesellschaften wenige Kilometer) um ihren Geburtsort wählen. Daraus ergibt sich eine Populationsstruktur, bei der zwar Merkmale mehr oder weniger kontinuierlich variieren, bei Vergleich über etwas größere Distanzen aber merkliche Unterschiede entstehen, die gegen den homogenisierenden Einfluss des Genflusses Bestand haben, aber ohne dass an irgendeiner Stelle eine scharfe Trennungslinie zu ziehen wäre. Populationsmodelle mit solchen Eigenschaften werden als „Isolation durch Distanz“ beschrieben (auch dieses Konzept geht auf das Werk von Sewall Wright zurück). Werden nur Menschen aus weit entfernten Regionen miteinander verglichen, wird die klinale Natur der Variation leicht verkannt.
Nur für sehr wenige Merkmalsvariationen wurde ein adaptiver Wert ermittelt, zum Beispiel die Hautfarbe. Menschen, die in kälteren Klimaten leben, sind außerdem im Verhältnis schwerer, ihre Gliedmaßen (vor allem der distale Abschnitt) sind kürzer, während bei der Körpergröße insgesamt kein Trend besteht. Die Tendenz zu kürzeren Extremitäten in kälterem Klima folgt der aufgrund von Beobachtungen an zahlreichen Tierarten aufgestellten Allen'schen Regel. Ein weiteres, bekannt gewordenes Beispiel ist die Laktosetoleranz bei Europäern und Nordasiaten, die mit der Abstammung von Viehzüchtern erklärt wird und sich offensichtlich erst vor wenigen Tausend Jahren in den Populationen durchsetzte. Ein weiteres berühmt gewordenes Beispiel ist das Sichelzellenanämie-Allel, das (heterozygoten) Trägern höhere Resistenz gegenüber Malaria verleiht und deshalb, trotz der schweren Erbkrankheit im homozygoten Fall, sich in stark von Malaria betroffenen Gebieten in hohen Anteilen der Population findet (Balancierter Polymorphismus).

## Variation aufgrund der Abstammungsgeschichte
Die gegenwärtige genetische Variation spiegelt zudem die Geschichte von Migration und Bevölkerungswachstum wider. Wenn Populationen, z. B. durch Auswanderung, aus anderen Populationen hervorgehen, indem eine kleine Gruppe in einen neuen Lebensraum vorstößt (wie z. B. die Polynesier bei ihren Bootsfahrten zu den pazifischen Inseln), ist zu erwarten, dass in dieser Gruppe nicht alle Allele der Ausgangspopulation vertreten sind. Wird diese Population dann im neuen Lebensraum wieder zahlreicher, ist ihre Variation merklich geringer als diejenige der Ausgangspopulation (auch wenn durch Neumutation nach und nach die Zahl der Allele wieder höher werden wird). Dies wird als der Gründereffekt bezeichnet. In gleicher Weise wirkt sich ein drastischer Bevölkerungsschwund aus, den nur eine kleine Gruppe überlebt. Auch wenn die Population später wieder ihre Ausgangsgröße erreicht, ist ihre Variation dauerhaft vermindert; dies wird als Genetischer Flaschenhals umschrieben.
Populationsgenetiker haben Individuen aus zahlreichen Populationen und Völkern auf der ganzen Erde genetisch verglichen, die bei ihnen vorhandenen SNPs, Mikrosatelliten und anderen Variationen kartiert, gezählt und verglichen, um auf dieser Basis die Ausbreitung rekonstruieren zu können. Es zeigt sich, dass die höchste genetische Variabilität in Afrika zu finden ist (dies gilt auch phänotypisch, z. B. für die klassische anthropologische Technik der Schädelvermessung). Die Populationen der anderen Kontinente besitzen (von wenigen neuen Allelen abgesehen) nur einen bestimmten Ausschnitt des afrikanischen Spektrums. Die Daten lassen sich gut mit einer Serie von Gründereffekten nach der Auswanderung aus einer afrikanischen Urheimat erklären. Gruppiert man die Sequenzen nach Ähnlichkeiten, sind die aus dem Nahen Osten den Afrikanern am ähnlichsten, gefolgt von Europäern, Süd- und Zentralasien und Ostasien, am weitesten unterscheiden sich die Bewohner Papuas und Melanesiens sowie die indigenen Amerikaner. Auch wenn die Ähnlichkeit benachbarter Völker zum Teil sicherlich auf Vermischung oder Hybridisierung zurückzuführen ist, lässt sich dieses Muster sehr überzeugend als Abbild einer Wanderungsbewegung mit dem Ursprung Afrika interpretieren, was ältere Studien auf Basis weniger Gene und der Verwandtschaft von Sprachen, sowie von Parasiten des Menschen, klar bestätigt. Die beobachtbare Variation ist dabei fast in ihrer Gänze zufallsgetrieben, d. h. durch genetische Drift erklärbar. Hypothesen über eine unterschiedliche Evolutionsgeschwindigkeit zwischen „Rassen“, die von rassistischen Vertretern der Neuen Rechten bis heute vertreten werden, haben in den Daten keinerlei Grundlage.
Auch innerhalb von Regionen lässt sich die Verwandtschaft von menschlichen Populationen mit denselben Methoden aufklären. Neben zahlreichen europäischen Studien wurden zum Beispiel die Bewohner der pazifischen Inseln in einer großen Studie analysiert. Dabei wurde nicht nur der Unterschied zwischen Melanesiern und Polynesiern bestätigt, es zeigte sich auch, dass die Bewohner des Landesinneren der großen Inseln untereinander genetisch sehr verschieden sind (wobei jede Gemeinschaft unter sich relativ wenig Variabilität aufwies). Die Bewohner der Küstenregionen derselben Inseln sind untereinander viel näher miteinander verwandt. Dies zeigt nicht nur, dass beide Gruppen die Inseln unabhängig voneinander erreichten, sondern auch, dass der offene Ozean offensichtlich eine geringere Barriere für Wanderungen darstellte als die schroffen Gebirge des Landesinneren.
Die erwähnten Daten erlauben die Rekonstruktion eines Verzweigungsmusters, liefern aber in dieser Form weder Werte für die Datierung der Wanderung noch über die (effektive) Populationsgröße der beteiligten Gruppen. Analysen der Daten daraufhin sind recht verwickelt und die Resultate uneinheitlich und von den verwendeten (auch statistischen) Methoden abhängig. Schon aus der Tatsache, dass die Variation des menschlichen Genoms beim Vergleich zwischen Arten vergleichsweise klein ist (sie ist kaum halb so groß wie diejenige von Schimpanse und Gorilla, trotz weitaus größerem Areal und Populationsgröße), kann auf einen relativ kurz zurückliegenden Ursprung aller heutigen menschlichen Populationen geschlossen werden.
Obwohl in einigen Fällen die Inzidenz von Krankheiten an die geographische Herkunft gekoppelt ist, gilt die Kenntnis der ethnischen Abstammung (z. B. der Hautfarbe) bei der Diagnose und Behandlung von Krankheiten als wenig bedeutsam, nicht zuletzt insbesondere in Immigrantengesellschaften wie den USA, wo Menschen afrikanischer Herkunft (nach Selbstauskunft klassifiziert) schon im Durchschnitt mehr als 20 Prozent „europäischer“ SNPs tragen. Zumindest bei der Erforschung der genetischen Ursachen von Krankheiten reicht es nicht aus, Studien an einer limitierten, homogenen Gruppe Europäer oder Europäischstämmiger als Repräsentanz für die Menschheit zu betrachten. In medizinischen Studien sowie der Forensik ist es in den USA weithin üblich, die „Rasse“ (race) der Studienteilnehmer (z. B. neben dem Geschlecht und dem Alter) anzugeben, z. B. eingeteilt in Weiße, Schwarze, Hispanier (Südamerikaner), Asiaten und Indianer. Andere Einteilungskriterien differenzieren die Weißen noch weiter.

### Einfluss archaischer Menschen
Seit dem Jahr 2010 ist bekannt, dass ein Teil der genetischen Variation beim modernen Menschen zusätzlich durch das Einkreuzen (Introgression genannt) von Genen archaischer, ausgestorbener Stammlinien des Menschen in den menschlichen Genpool herrührt. Ein solcher Genfluss ist erst nachweisbar, seit aus fossilen Knochen DNA extrahiert und sequenziert werden kann, so dass das archaische und das moderne Erbgut direkt miteinander verglichen werden können. Moderne Europäer tragen demnach 1 bis 4 Prozent Allele des Neandertalers. Ein anderer Vormensch, der Denisova-Mensch, bisher nur von einem Fingerknochen aus einer Höhle im Altai-Gebirge bekannt, hat zum Genom zahlreicher Menschengruppen beigetragen, mit 4 bis 6 Prozent am meisten zu dem der Melanesier. Herausfinden lässt sich dies einerseits durch Vergleich mit nicht von der Introgression betroffenen Menschen-Populationen, vor allem Afrikanern. Daneben existieren raffinierte Methoden, bei denen zum Beispiel die Verteilung der Allele auf die Chromosomen statistisch analysiert werden.

## Anwendungen

### Suche nach krankheitsauslösenden Genen
Wesentlicher Antrieb zur Erforschung der genetischen Variation des Menschen ist heute die Suche nach Genen und Genvarianten, die Volkskrankheiten wie Krebs, Diabetes, verschiedene Autoimmunerkrankungen oder Herz-Kreislauf-Erkrankungen hervorrufen oder fördern oder die sich auf die Wirkung von Medikamenten gegen diese Krankheiten auswirken. Die öffentliche und private Forschung, die insgesamt Hunderte Millionen Euro benötigt hat, wird durch den erhofften medizinischen Nutzen angetrieben, weitere Erkenntnisse sind eher Beiprodukte. Bereits vor dem Humangenomprojekt war dabei klar, dass es sich nicht um wenige, allein krankheitsauslösende Gene handeln kann – ansonsten hätte man sie mittels Kopplungsanalyse bereits finden müssen (eine Übersicht über entsprechende Gene und Krankheiten gibt die Datenbank OMIM). Der bisherige Erfolg dieser Studien war allerdings durchwachsen.
Die Methode, mit der man die für Erkrankungen wesentlichen Allele herauszufinden hofft, sind Genom-weite Assoziationsstudien (abgekürzt GWAS). Dabei dienen die kartierten, in menschlichen Populationen weit verbreiteten SNPs, die bereits bekannt und in Datenbanken zugänglich sind, als Marker bei der Suche nach krankheitsfördernden Allelen. Die Hoffnung dabei ist, dass diese linkage disequilibrium mit einigen dieser Marker aufweisen. Nach dem Grad der Koppelung ist es im Prinzip möglich, wenn man entsprechende Kandidaten gefunden hat, ihre Lage auf einem Chromosom einzugrenzen (da linkage disequilibrium ja mit räumlicher Nähe auf dem Basenstrang ansteigen sollte). SNPs, bei denen eine Koppelung eines Marker-SNP zu einem interessanten, komplexeren Merkmal (in der Regel einer Krankheit) gefunden wurden, werden ebenfalls in einer Datenbank gespeichert und dokumentiert, die das (amerikanische) National Human Genome Research Institute führt. Inzwischen sind einige Tausend solcher Verknüpfungen gefunden worden. Steht ein identifiziertes Allel in statistisch signifikantem Zusammenhang mit einer Krankheit, ist in der Regel davon auszugehen, dass der entsprechende Genlocus an der Entstehung der Krankheit irgendwie beteiligt ist. In der Praxis sind etliche Loci gleich mit mehreren Krankheiten verknüpft (Pleiotropie).
Die bisherigen Studien zeigen, dass für gängige Erkrankungen jeweils einige Hundert Loci mit Genvarianten identifiziert werden konnten, die mit Häufigkeit der Erkrankung korrelieren. Jedes einzelne trägt typischerweise aber nur 1 bis 1,5 Prozent zum Krankheitsrisiko bei, alle zusammengenommen etwa 20 bis 30 Prozent. Bei der Volkskrankheit Diabetes tragen alle bisher identifizierten SNPs zusammengenommen kaum 10 Prozent zum erblichen Krankheitsrisiko bei, ihre Kenntnis ist (verglichen mit anderen Faktoren, die zudem viel leichter und billiger zu ermitteln sind) für die klinische Anwendung wertlos – wenn sie auch zahlreiche neue Anhaltspunkte zur Erforschung der Krankheit liefern. Zusätzlich ist bei diesen Forschungsergebnissen das methodische Risiko, zufällige Korrelationen fälschlich für statistisch signifikante Ergebnisse zu halten, extrem hoch.
Für die Diskrepanz der Ergebnisse klassischer Erblichkeitsanalysen, die oft einen erheblichen erblichen Anteil an Krankheitsrisiken nahelegen, und den wenigen durch GWAS tatsächlich festzumachenden Allelen gibt es verschiedene Erklärungsmöglichkeiten
- Infinitesimalmodell: Die Erblichkeit wird durch das Zusammenspiel hunderter, oder gar Tausender, Allele bestimmt, von denen jedes einzelne typischerweise weit weniger als ein Prozent beiträgt. Erhöhtes Risiko ist dann durch das zufällige Zusammentreffen vieler Hundert ungünstiger Allele erklärbar.
- „Seltene Allele“-Modell: Die Erblichkeit ergibt sich aus Allelen, die für sich betrachtet jeweils einen großen Effekt besitzen und das Risiko substantiell erhöhen. Nur ist jedes dieser Allele so selten, dass es nur bei einem Bruchteil der Patienten von oft weniger als einem Prozent auftritt. Für jede Krankheit könnte es Hunderte oder Tausende verschiedene solcher seltenen Allele mit großem Effekt geben, von denen alle durch ihre Seltenheit bei Analyse des Risikos der Gesamtbevölkerung keinen signifikanten Einfluss ergeben.
- Modell der erweiterten Erblichkeit: An der Vererbung von Krankheitsrisiken sind nicht nur Gene beteiligt. Neben vererbten epigenetischen Faktoren (z. B. Muster der DNA-Methylierung) spielen auch Wechselwirkungen zwischen Genen (Epistase) und zwischen Genen und Umwelt eine wesentliche Rolle.

Für und gegen jedes der Modelle gibt es empirische Belege. Wahrscheinlich spielen alle drei eine, im jeweiligen Einzelfall jeweils unterschiedliche, Rolle.
Ein Massentest (Screening) auf krankheitsassoziierte Allele, oder eine medizinische Analyse des eigenen Genoms, hat aus heutiger Sicht daher keinen besonderen Nutzen. Aus dem gleichen Grund sind aber Befürchtungen grundlos, Dritte (z. B. Versicherungen) könnten aus der Kenntnis des individuellen Genoms, die sie irgendwie erlangt haben, signifikante Krankheitsrisiken auslesen (von einigen recht seltenen Erbkrankheiten abgesehen). Kenntnis krankheitsfördernder Loci kann allerdings vielleicht zukünftig die Suche nach neuen Medikamenten entscheidend voranbringen.

### Fallbeispiel: Hautfarbe

Globale Verteilung der Hautfarben bei indigenen Bevölkerungen, basierend auf von Luschans Farbskala

Die menschliche Hautfarbe gehört zu den auffälligsten genetisch bedingten Unterschieden zwischen einzelnen Menschen und menschlichen Populationen. Früher wurde, wesentlich auf Basis der Hautfarbe, die Menschheit in Menschenrassen eingeteilt. Außerdem ist die Pigmentierung der Haut ein wesentlicher Faktor bei der Entstehung von Krankheiten wie zum Beispiel Hautkrebs. Ausschließlich bei Europäern treten zusätzlich Variationen in der Haarfarbe und Augenfarbe auf, deren genetische Basis zu der der Hautfarbe nahezu identisch ist.
Obwohl andere Faktoren an der Farbentstehung beteiligt sind, ist die Variation der Hautfarbe bei Menschen fast ausschließlich auf Unterschiede in der Anzahl und Verteilung der Melanosomen, letztlich auf den Gehalt des Pigments Melanin zurückführbar, wobei der Gesamtgehalt weitaus wichtiger ist als das Verhältnis der beiden auftretenden Formen Phäomelanin und Eumelanin zueinander. Hautfarbe ist ein klassisches polygenisches Merkmal, an dessen Ausprägung zahlreiche Gene beteiligt sind. Die vor allem aus der Untersuchung von Menschen mit Albinismus abgeleitete Idee, Varianten des Schlüsselenzyms Tyrosinase könnten die Variation erklären, hat sich nicht bestätigt. Auf Grundlage von genomweiten Assoziationsstudien (GWAS) sind aber inzwischen zahlreiche Gene identifiziert worden, bei denen unterschiedliche Allele, in der Regel nur durch Punktmutationen (SNPs) voneinander unterschieden, den größten Teil der Merkmalsvariation erklären können.
Gut nachgewiesen ist der Einfluss des Gens MC1R, das einen G-Protein-gekoppelten Rezeptor codiert. Ein Allel dieses Gens findet sich auffallend gehäuft bei Menschen mit sehr hellem Hauttyp und roten Haaren (während es, anders als fast alle anderen betreffenden Gene, nichts zur Augenfarbe beiträgt). Von großer Bedeutung sind auch SNPs des Gens SLC24A5, zu diesem Gen homologe Gene sind als verantwortlich für helle Fell- oder Körperfarben bei einigen Tierarten (z. B. Agouti) identifiziert worden. Zahlreiche weitere Gene, zum Beispiel OCA2, MIM, HERC2, ASIP, IRF4, SLC24A4 und viele andere konnten durch GWAS mit Ausprägungen der Hautfarbe korreliert werden, ohne dass ihre Rolle bei der Regulation in jedem Falle verstanden wäre, jedes Jahr werden neue entdeckt. Dabei besitzt kein einzelnes Gen einen entscheidenden Einfluss, zu hellerem oder dunklerem Hauttyp disponierende Allele können durch den Einfluss anderer Gene mit gegensätzlichem Effekt immer überlagert sein.
Hautfarbe gehört zu den wenigen Merkmalen, bei denen beim Menschen eine positive Selektion nachgewiesen werden kann. Die Hautfarbe variiert mit der geografischen Breite, je näher am Äquator Menschen leben, desto dunkler ist ihre Haut. Als wesentlich wird ein Zusammenspiel zwischen Schutzfunktion gegen Zellschäden durch UV-Strahlung (begünstigt dunkle Haut bei intensiver Sonneneinstrahlung) und Vitamin-D-Synthese durch Sonnenlicht in der Haut (begünstigt helle Haut bei geringer Sonneneinstrahlung) angesehen, weitere Faktoren wie die größere Anfälligkeit dunkler Haut gegenüber Erfrierungen spielen vermutlich eine Rolle. Obwohl nicht völlig gesichert ist, welche Hautfarbe die ursprüngliche ist (Schimpansen haben helle Haut, die vom schwarzen Fell verdeckt wird), ist es am wahrscheinlichsten, dass die hellen Varianten auf Mutationen zurückgehen, die in nach Norden wandernden Menschenpopulationen bei der Ausbreitung der Menschheit von Afrika aus fixiert worden sind. Die helle Hautfarbe der Europäer und Nordasiaten (diese ist bei objektiver Messung gleich, die „gelbe Rasse“ eine Fiktion chauvinistischer Europäer) ist dabei konvergent auf unabhängiger genetischer Basis entstanden.

## Zwillingsforschung
Unter gewissen Bedingungen lässt sich der genetische Anteil an der Variation anhand von phänotypischen Ähnlichkeiten zwischen Verwandten (z. B. Zwillinge) schätzen. Die Methode der Zwillingsforschung besteht darin, die Ähnlichkeiten von eineiigen und zweieiigen Zwillingen zu analysieren. Eineiige Zwillinge sind genetisch identisch, während zweieiige Zwillinge etwa die Hälfte ihrer Gene gemeinsam haben. Beide teilen sich dieselbe Schwangerschaft, und die meisten Zwillinge wachsen in derselben Familie auf. Will man nun herausfinden, inwiefern Körpergröße genetisch beeinflusst ist, kann man die Variation der Körpergröße bei eineiigen Zwillingen mit der bei zweieiigen Zwillingen vergleichen. Mithilfe der Populationsgenetik lässt sich danach die Heritabilität schätzen. Studien haben so ergeben, dass in den meisten Populationen etwas mehr als die Hälfte der Variation bei Körpergröße durch die genetische Verwandtschaft zwischen Eltern und Kindern erklärbar ist.